# Drottning Noor av Jordanien

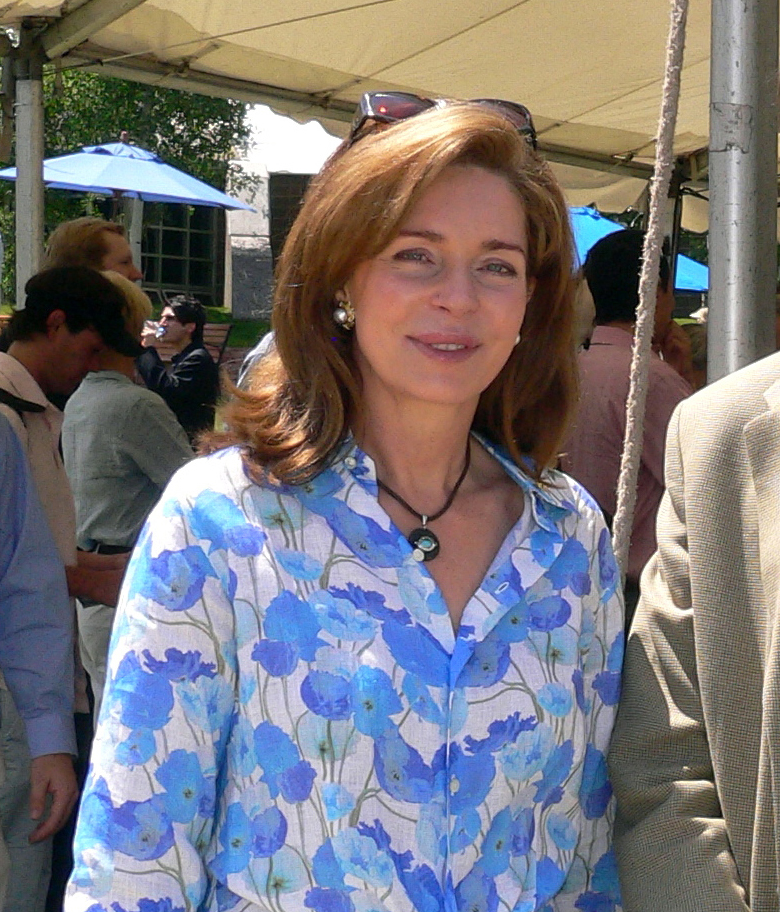
Drottning Noor av Jordanien på VM i fotboll 2006 i Tyskland.

Drottning Noor av Jordanien, arabiska الملكة نور, född Lisa Najeeb Halaby den 23 augusti 1951 i Washington, D.C. i USA, var Jordaniens drottning 1978–1999 och är änka efter kung Hussein av Jordanien, som avled den 7 februari 1999. Hon är också verksam inom en rad internationella organisationer.

## Biografi
Lisa Najeeb Halabys far var vd för flygbolaget Pan Am och hennes farfar hade invandrat från Syrien, hennes mor, Doris Carlquist var svenskättling. Hon arbetade som arkitekt och var anställd som direktör för planering av byggnadsarbeten av lokalerna för Jordaniens flygplats då hon mötte Hussein 1977. Vid giftermålet i Amman 15 juni 1978 avsade hon sig sitt amerikanska medborgarskap, konverterade till islam och fick namnet Noor. Enligt konstitutitonen var en konvertering frivillig, men nödvändig för att eventuella barn skulle få arvsrätt till tronen. Tillsammans fick drottning Noor och kung Hussein fyra barn. Noor mötte under sin tid som drottning en hel del opposition på grund av sin bakgrund som varken muslim eller arab, något som blev mindre med tiden men aldrig helt försvann; under 1980-talet kritiserades hon för slöseri, och konservativa kretsar framförde också misstankar om att hon inte varit oskuld vid sitt giftermål, att hon var av judisk börd och ifrågasatte varför hon inte bar slöja. Hussein svarade på kritiken med att Noor användes som måltavla för kritik man inte vågade rikta mot honom direkt.
Hennes projekt, som byggnadsprojekt för fattiga och stöd till bättre personlig ekonomi för kvinnor utsatte henne också för kritik. Noor var politiskt aktiv, för vilket hon kritiserades av fundamentalister. Noor anses ha påverkat Hussein att införa demokratiska reformer och utlysa valet 1989. 1984 kritiserades hon av USA för sitt stöd åt maken då han anklagade USA för partiskhet mot Israel. Under Kuwait-kriget 1990-1991 besökte hon USA där hon försvarade Jordaniens ställning, och hennes lojalitet under kriget förskaffade henne en del popularitet i Jordanien. Då Hussein ryktades vilja skilja sig från henne under 1990-talet var sympatierna på hennes sida i Jordanien. Noor levde i ett spänt förhållande till kronprinsessan, svägerskan Sarvath El Hassan, och övertalade 1999 maken att i stället utse sin son Abdullah, Noors styvson, till tronarvinge, med Noors egen son Hamzah som Abdullahs tronarvinge. Hon fick som änka titeln Drottning Noor av Jordanien i stället för Drottningen av Jordanien.
Efter kung Husseins död 1999 arbetar hon för en mängd internationella organisationer, bland annat som FN-rådgivare i freds- och konfliktfrågor och som engagerad i SOS Barnbyar och i kampen mot landminor.

## Barn
- Prins Hamzah, född 29 mars 1980
- Prins Hashim, född 19 juni 1981
- Prinsessan Iman, född 24 april 1983
- Prinsessan Rahay, född 9 februari 1986